# 奄美エーストラベル
株式会社奄美エーストラベル（あまみエーストラベル）は、鹿児島県奄美市名瀬小浜町に本社を置き、奄美大島ツアー、観光バス事業を行う会社である。
営業所は現在奄美大島に1営業所、兵庫県に1営業所ある。
2019年11月12日に破産。

## 営業所
- 鹿児島天文館営業所
〒892-0842 鹿児島市東千石町13-18 （天文館通電停前）
- 大阪営業所
〒661-0976 兵庫県尼崎市潮江一丁目20-21 潮江ショッピングセンターコア潮江内
- 古仁屋営業所
〒894-1506 鹿児島県大島郡瀬戸内町古仁屋字船津22-6

営業所
- 奄美名瀬案内所　（奄美エーストラベル本社内）
〒894-0006 鹿児島県奄美市名瀬小浜町23-6 株式会社奄美エーストラベル本社内
- 奄美古仁屋店
〒894-1506 鹿児島県大島郡瀬戸内町古仁屋船津22-6 奄美エーストラベル古仁屋営業所内